# Kato Miliyah M-Mix ~Mastermix Vol.1
Albums de Miliyah Katō
Loveland
(2014)
Compilations par Miliyah Katō
Muse
(2014)
Kato Miliyah M-Mix ~Mastermix Vol.1 est le 1eralbum remix de Miliyah Katō, sorti sous le label Mastersix Foundation le 29 juillet 2015 au Japon. Il atteint la 22e place du classement de l'Oricon. Il se vend à 3 963 exemplaires la première semaine et reste classé 3 semaines.

## Liste des titres
| 1.  | Desire (M-Mix ver.)                                                                 |  |
| 2.  | Heart Beat (M-Mix ver.)                                                             |  |
| 3.  | Emotion (M-Mix ver.)                                                                |  |
| 4.  | Higher (M-Mix ver.)                                                                 |  |
| 5.  | Style (M-Mix ver.)                                                                  |  |
| 6.  | Fashion (M-Mix ver.)                                                                |  |
| 7.  | Unique (M-Mix ver.)                                                                 |  |
| 8.  | Love Forever (Daishi Dance Remix) (M-Mix ver.)                                      |  |
| 9.  | Love Forever (M-Mix ver.)                                                           |  |
| 10. | Sayonara Baby (M-Mix ver.) (SAYONARAベイベー)                                       |  |
| 11. | Megami no Hikari feat. Maki Munetaka (M-Mix ver.) (女神の光)                        |  |
| 12. | Yozora (M-Mix ver.) (夜空)                                                          |  |
| 13. | One Day (Yozora Remix) (Miliyah loves m-flo) (M-Mix ver.)                           |  |
| 14. | LaLaLa feat. Wakadanna (T.O.M. Remix) (M-Mix ver.)                                  |  |
| 15. | Jounetsu ~take 2 Remix~ (M-Mix ver.) (ジョウネツ)                                   |  |
| 16. | Kiss (M-Mix ver.)                                                                   |  |
| 17. | Breathe Again (M-Mix ver.)                                                          |  |
| 18. | Last Summer (M-Mix ver.)                                                            |  |
| 19. | Kono Mama Zutto Asa Made (M-Mix ver.) (このままずっと朝まで)                        |  |
| 20. | Konya wa Boogie Back feat. Shimizu Shota & Shun (M-Mix ver.) (今夜はブギー・バック) |  |
| 21. | Dear Lonely Girl (DJ Shuya Remix) (M-Mix ver.) (ディア・ロンリーガール)             |  |
| 22. | Heaven (M-Mix ver.)                                                                 |  |
| 23. | Yuusha-tachi (T.O.M. Remix) (M-Mix ver.)                                            |  |
| 24. | Sign (M-Mix ver.)                                                                   |  |
| 25. | Why (M-Mix ver.)                                                                    |  |
| 26. | Rainbow (M-Mix ver.)                                                                |  |
| 27. | Never let go (M-Mix ver.)                                                           |  |
| 28. | Life is a Song (M-Mix ver.)                                                         |  |
| 29. | Ugly (M-Mix ver.)                                                                   |  |
| 30. | People (M-Mix ver.)                                                                 |  |
| 31. | Better days -sweet love side- (M-Mix ver.)                                          |  |
| 32. | Lonely Hearts (M-Mix ver.)                                                          |  |
| 33. | I’ll be there with you feat. AI & Aoyama Thelma (M-Mix ver.)                        |  |
| 34. | Lovers part II feat. Wakadanna (M-Mix ver.)                                         |  |
| 35. | 19 Memories (M-Mix ver.)                                                            |  |
| 36. | Aitai (M-Mix ver.)                                                                  |  |
| 37. | You... feat. Nakasone Izumi (HY) (M-Mix ver.)                                       |  |